# Ratl

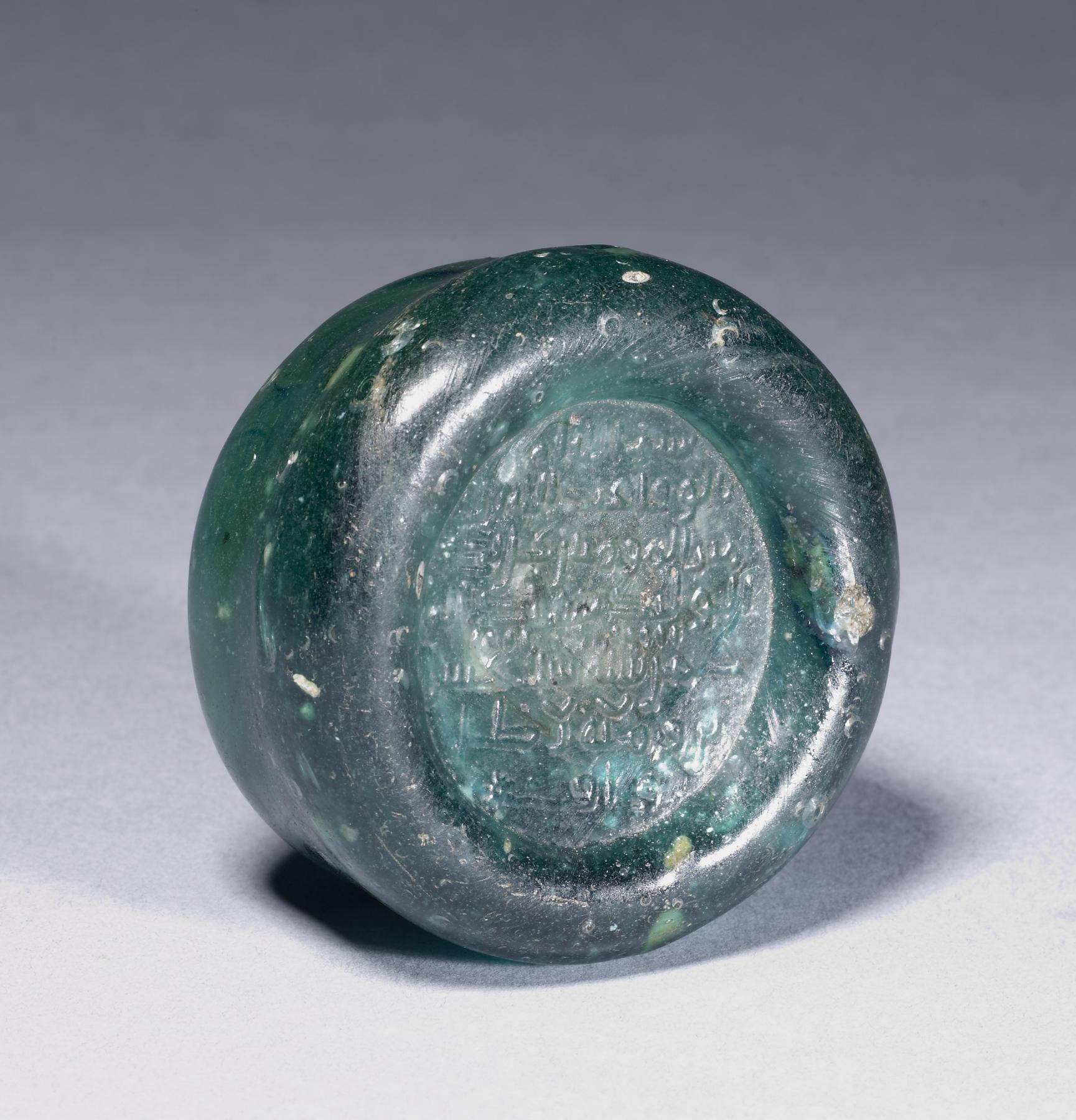
Ratl-Gewicht aus der Omajjadenzeit

Ratl (arabisch رطل, DMG raṭl), auch riṭl oder roṭl gesprochen, bei den Europäern im Mittelalter auch Rottolo, bildet die meist gebrauchte Gewichtseinheit im arabisch bestimmten Orient.
Das Rotl-Feuddi, auch Rotl-Föddi, war eine algerische Masseneinheit für Silber, größere Goldstücke und Perlen, aber auch für Essenzen und andere kostbare Dinge.
Der Rotl-Attari (auch Gewürzhandelspfund) entspricht einem heutigen Gewicht von 16 Unzen (= 546,08 Gramm). Die Maßeinheit war für viele Waren, außer Früchten, Gemüse und Kräutern vorgesehen.
Gemüse und Kräuter wog man nach dem Rotl-Ehreddari, dem Gemüsepfund, welches heute 18 Unzen (= 614,34 Gramm) entspricht.
Einfuhrwaren sowie Butter, Honig, Datteln, Öl, Seife und trockene Früchte wurden mit Rotl-Kebir (entspr. 72 Unzen = 921,52 Gramm) gemessen.
Das Hundertfache der Maße entsprach dem Qintār. Als Zusatz zum Namen diente derjenige Zusatz, aus dem das Maß hervorgegangen war (z. B.: Quontar-Attari).